# Gerhard Rose
Gerhard August Heinrich Rose, född den 30 november 1896 i Danzig, död den 13 januari 1992 i Obernkirchen, var en tysk läkare och specialist inom tropikmedicin. Under andra världskriget var han chef för hälso- och sjukvården inom Luftwaffe.

## Biografi
Rose studerade militärmedicin vid Universitetet i Breslau och vid Kaiser Wilhelm akademien vid Universitetet i Berlin. Efter kompletterande studier arbetade han vid Robert Koch Institutet och Universitetet i Heidelberg. Han disputerade för doktorsgraden den 20 november 1922 med avhandlingen Entwicklenstörungen am Knochen und am Zentralnervensystem in der Gegend des Atlanto-Occipitalgelenks i Breslau. Samma år blev han medlem i NSDAP. Han arbetade i Kina åren 1929-1936.
År 1939, blev Rose medlem i Luftwaffes läkarkår, där han utsågs till brigadgeneral. Rose utförde experiment med vaccin mot malaria och tyfus på lägerfångar i Dachau och Buchenwald. Han utförde också experiment på ryska mentalt sjuka krigsfångar vid psykiatriska kliniken i Thüringen. Efter andra världskriget åtalades han vid Läkarrättegången och dömdes till livstids fängelse för krigsförbrytelser och brott mot mänskligheten. Straffet omvandlades senare till 20 års fängelse, men han släpptes redan år 1955.
Utnämnd till professor i hygien- och tropikmedicin vid Universitetet i Heidelberg. År 1962 blev Rose medlem av forskningsorganisationen Max Planck-sällskapet.